# Евдокия (фильм, 1971)
«Евдокия» (греч. Ευδοκία) ― драматический фильм греческого режиссёра Алексиса Дамьяноса, снятый в 1971 году. Является одним из наиболее важных произведений греческого кинематографа.

## Сюжет
Главными героями фильма являются сержант (Йоргос) и проститутка (Евдокия), которые сочетаются браком после краткого и страстного романа. Очень скоро, однако, влияние их окружения становится испытанием для их отношений, из которых Йоргос пытается вырваться, но без успеха. Супружеская пара живёт в местности, окруженной ярким светом, скалами, голым пейзажем, а сержант ещё и участвует в военных учениях, но вместе с тем оба они бурно проявляют свою чувственность. Из-за своего рода занятий Евдокия одновременно привлекает и отталкивает Йоргоса. Мелкобуржуазная среда, деклассированные элементы, социальная периферия и мелкие страсти душат молодую пару: оба они, видимо, хотят восстать против обыденного порядка вещей, но это им никогда не удаётся.
Со всем, что движется среди буйной чувственности, жестокости, грубости и общей строгости, эта «прозаическая» история принимает размах древней трагедии. Внутренняя борьба главных героев, конфликт желаний и ценностей, простой стиль повествования, энергичный темп развития сюжета делают фильм одним из важнейших произведений греческого кинематографа. В самой Греции фильм также известен благодаря музыкальной композиции «Зейбекико Евдокии» (зейбекико ― это народный танец в Греции), которую написал композитор Манос Лоизос.

## Призы
В 1986 году Греческая ассоциация кинокритиков избрала «Евдокию» в качестве лучшего греческого фильма всех времён.

## В ролях
- Мария Василиу ― Евдокия
- Йоргос Кутозис ― Йоргос Пасхос
- Кула Агагиоту ― Мария Коутруби
- Кристос Зорбас ― Йоргос
- Насос Катакузинос ― Нонтас